# Trappist-1 e
Trappist-1 e, auch 2MASS J23062928-0502285 e bezeichnet, ist ein Exoplanet, der den Zwergstern Trappist-1 in der habitablen Zone umkreist. Er befindet sich etwa 40 Lichtjahre (12 Parsec) von der Erde entfernt im Sternbild Wassermann.

## Planet im Trappist-1-System
Trappist-1 e ist vom Stern aus der vierte von sieben Planeten. Er ist einer der vier Planeten um Trappist-1, die mit dem Spitzer-Weltraumteleskop über die Transitmethode gefunden wurden. Vermutlich umkreisen alle Planeten des Trappist-1-Systems den Zwergstern in einer gebundenen Rotation, das heißt, eine Seite der Planeten ist ununterbrochen vom Stern beschienen (immerwährender Tag, warm) und eine Seite nie (immerwährende Nacht, kalt), dazwischen liegt eine ringförmige Zone mit mittleren Temperaturen.
Trappist-1 e umkreist seinen Stern mit einer Umlaufdauer von etwa 6 Tagen.

## Eigenschaften
Trappist-1 e ist ein erdähnlicher Planet. Er ist mit 0,92 Erdradien etwas kleiner als die Erde und hat eine Masse von 0,69 der Erdmasse. Damit hat er eine etwas geringere Dichte als die Erde, 4,89 g/cm³, und eine Oberflächenbeschleunigung von etwa 82 % des Wertes der Erde. Seine errechnete Gleichgewichtstemperatur beträgt 246 K (−27 °C).
Aufgrund dieser Eigenschaften wird spekuliert, dass Trappist-1 e eine Ozeanwelt sein könnte.

## Habitabilität
Der Exoplanet umkreist den Stern im Inneren der habitablen Zone. Das bedeutet, unter bestimmten geeigneten Bedingungen und atmosphärischen Eigenschaften könnte flüssiges Wasser auf der Oberfläche des Planeten existieren. Er hat einen Earth Similarity Index von 0,85.
Über die chemische Zusammensetzung und etwaige Atmosphäre des Planeten ist bislang nichts bekannt.